# ダニエラ・モネ
ダニエラ・モネ（Daniella Monet、1989年3月1日 - ）は、アメリカ合衆国の女優、歌手。米ニコロデオンのシットコム『ビクトリアス』のトリーナ・ベガ役で知られる。

## 来歴
アメリカ合衆国カリフォルニア州ロサンゼルスに生まれる。8歳の時に数多くのテレビコマーシャルに出演した。1997年には、ドラマ『Pacific Blue』にゲスト出演した。2003年にはテレビシリーズ『The Bernie Mac Show』や『パパにはヒ・ミ・ツ』にてレギュラー出演を果たす。2010年からは、ニコロデオンのシットコム、『ビクトリアス』で主役のトリー・ベガ(演：ヴィクトリア・ジャスティス)の姉、トリーナ・ベガ役としてレギュラー出演を果たす。

## 私生活
ビーガン（絶対菜食主義者）であり、動物福祉の支援を行っている。彼女は学生たちに授業での動物の解剖を拒否するようPETAのキャンペーンとして提起した。
2019年4月、婚約者との間に第1子を妊娠したことを発表した。

## 出演作品

### 映画
- Follow Your Heart (1998年)
- 罰ゲーム Simon Says (2006年)サラ役
- Taking 5 (2007年)
- 美少女探偵ナンシー・ドリュー Nancy Drew (2007年) インガ役
- Here's the Kicker (2010年)
- A Fairly Odd Movie: Grow Up, Timmy Turner! (2011年)
- Fred 2: Night of the Living Fred (2011年)
- A Fairly Odd Christmas (2012年)
- Fred 3: Camp Fred (2012年)
- Rachel's Return (2014年)
- A Fairly Odd Summer (2014年)

### テレビ
- Pacific Blue (1997年)
- American Dreams (2003年)
- Still Standing (2003年)
- パパにはヒ・ミ・ツ 8 Simple Rules (2003年 - 2004年)ミッシー役
- バーニー・マック・ショー The Bernie Mac Show (2004年)
- Listen Up! (2004年 - 2005年)
- Zoey 101 (2006年 - 2007年)
- Miss Guided (2008年) メレディス・リッター役(第3話)
- スイート・ライフ The Suite Life of Zack & Cody (2008年)ダナ・フール役(第82話)
- iCarly(2009年 - 2011年) ニッキー役(第68話)、トリーナ・ベガ(第91-93話、「Victorious」のキャラクター)
- ビクトリアス(2010年 - 2013年) トリーナ・ベガ役
- ハイスクール・ニンジャ Supah Ninjas (2011年)
- Fred: The Show (2012年)
- Winx Club (2010年 - )
- メル&ジョー 好きなのはあなたでしょ? Melissa & Joey (2013年)

### ミュージックビデオ
- Thank U, Next (2018年)[5]